# 그린햄 커먼 여성 평화 캠프
그린햄 커먼 여성 평화 캠프(Greenham Common Women's Peace Camp)는 1981년 영국의 그린햄 커먼 공군기지에 배치된 핵무기를 반대한 평화 시위이다. 1981년 9월 5일 웨일스의 여성단체인 지구 위의 생명을 위한 여성이 핵무장 순항 미사일 배치를 반대하며 시위를 시작하였다. 처음에는 행진을 벌이며 시위하였으나 행진만으로는 부족하다고 생각하여 공군기지 옆에서 농성 시위를 시작하였다. 별다른 반향이 없자 1982년 3월 250여 명의 여성이 기지의 출입문을 막아섰고 34명이 체포되면서 사회적 이슈가 되었다. 시위는 2000년 9월까지 계속되었고 현재는 시위가 있었던 옐로우 게이트 옆에 기념 공원이 조성되어 있다.

## 역사
1981년 9월 36명의 여성이 핵무기 배치를 반대하며 그린햄 커먼 공군기지의 울타리에 스스로를 묶고 항의하였다. 1982년 9월 29일 뉴베리 지방 의회가 이들의 해산을 결정하여 쫓겨났지만 몇일 뒤 다른 장소에서 농성을 시작하였다. 1982년 12월, NATO의 핵무기 배치 3주년을 맞아 3만여 명의 여성이 참가하여 기지를 둘러싸는 인간띠 잇기 행사를 가졌다. 1983년 새해를 맞아 몇몇 여성들이 건설중인 미사일 발사대 위로 올라가 춤을 추었다.
1983년 4월 1일 7만여 명이 모여 23Km에 이르는 인간띠를 형성하면서 여성 평화 캠프가 널리 알려지게 되었다. 이 새로운 방식의 평화 운동은 유럽 전역의 활동가들에게 영감을 주었다. 1983년 12월 5만여 명이 모여 다시 인간띠를 만들면서 울타리 일부가 파손되었고 수백명이 체포되었다. 1984년 4월 4일 당국이 농성자를 해산시켰지만 그날 저녁 사람들이 다시 운집하였다. 이처럼 여성 평화 캠프는 강제 해산과 재결집이 반복되었다. 지방자치단체의 강경한 대응으로 뉴베리 의회는 1987년 1월 더 이상 시위자가 없다고 보고 받았지만 그 때에도 소규모 여성들이 밤마다 공군 기지를 찾아가 울타리를 끊어내고 있었다.
시위는 각양 각색의 사람들이 기지 주변에 모여 농성하는 방식으로 이루어졌다. 모두 아홉 개로 나뉜 그룹은 무지개의 색을 따 옐로우 게이트, 블루 게이트와 같은 이름으로 불렸다. 바이올렛 게이트는 종교적 색체가 강했고 그린 게이트는 남성 시위대의 방문을 받지 않고 여성으로만 구성되었다.
1991년 중거리 핵전력 조약으로 그린햄 커먼 공군기지의 핵미사일이 철수되었지만 영국의 자체적인 핵무장 계획인 트라이던트 핵 프로그램에 항의하기 위해 시위가 계속되었다. 19년을 이어온 그린햄 여성 평화 캠프는 2000년 9월 평화 기념 공원 공원 조성을 합의하고 해산하였다. 네 명의 여성이 평화 캠프 종료까지 자리를 지켰다. 2002년 10월 5일 평화 캠프가 있었던 기념공원이 사적지로 지정되었다. 기념공원에는 평화캠프 기념판, "영혼을 죽일 수는 없다"고 쓴 조각품, 그리고 1989년 현장 근처에서 살해된 활동가 헬렌 윈 토머스를 기리는 기념석이 조성되어 있다. 현재 그린햄 커먼 재단이 관리하고 있다.

### 평화 캠프에 대한 반대
냉전이 한창이던 1980년대에 이들의 활동에 대한 반대도 컸다. 지역 술집은 여성 활동가에게 술을 팔지 않았고 몇몇 남성들은 "자경단"을 구성하여 활동가를 공격하고자 하기도 하였다. 지역 경찰도 강경한 진압을 펼치며 구금한 여성을 한 밤중에 공군 기지에서 매우 멀리 떨어진 장소에서 석방하는 방식으로 대처하였다. 지역 주민들은 평화 캠프에 반대하는 "국방을 위한 여성과 가족"과 같은 모임을 결성하고 "청소하고 나가라"와 같은 구호를 외치기도 하였다. 주민들 가운데는 이들 캠프가 불법 이민자를 끌어들이고 지역 치안을 악화시킨다고 여겼다.
1985년 영국 정부는 군사 기지 무단 출입에 징역형을 부가하는 조례를 만들었고 이로 인해 많은 여성들이 감옥에 수감되었다. 1990년 영국 상원은 이 조례가 불법이라 의결하였고 이 일은 여성 평화 캠프의 기념비적인 승리가 되었다.
평화 캠프에 참여한 주축이 여성주의 성향을 보이긴 하였지만, 영국의 모든 여성주의자들이 이 활동을 지지하였던 것은 아니다. 일부는 가부장제의 폐지와 같은 더 큰 국내 여성 문제가 많은데 동서 대립 상황에서 국제 문제에 집중하는 것은 불합리하다고 여겼으며, 여성이 주축이긴 하였으나 남성 시위자의 참여를 제한하지 않는 운동 방식에도 거부감을 보이는 경우가 있었다.

## 시위 방식
그린햄 커먼 여성 평화 캠프는 여러 가지 방법을 고안하여 시위에 나섰다. 이들은 포스터를 제작하고 노래를 만들었으며 가장행렬도 하였다.
첫 시위 방식은 기지 울타리에 자신을 묶는 것이었다. 이후 시위대가 3만여 명으로 불어나자 손을 맞잡고 기지를 애워싸는 인간띠 잇기를 하였다. 1983년 10월 말 참가자들은 기지의 울타리를 "우리의 베를린 장벽"이라 부르며 울타리를 끊어내기 시작하였다. 할로윈에는 마녀로 분장하고 기지 주변을 행진하기도 하였다. 때로는 검은 조복을 입고 핵전쟁 이후 태어날 미래의 아이들에게 애도를 표하기도 하였다. 거미줄과 거미를 이들의 그린 포스터는 연약하지만 인내로서 성공한다는 결의가 담겼다. 널리 알려진 대중가요의 가사를 바꾸어 불렀고 몇몇 곡은 직접 작곡하기도 하였다. 1988년 시위에서 불린 노래를 엮어 만든 앨범 〈Greenham Women Are Everywhere〉(그리햄 여성은 어디에나 있다)를 제작하였다.

### 여성주의
1982년 2월 시위 참가자들은 여성만이 장기 농성에 참여한다고 결정하였고 미래 세대의 어머니라는 정체성을 표방하였다. 시위에 참여한 여성들은 너무나 쉽게 부서지지만 어디에서나 다시 그물을 짤 수 있다는 생각에서 스스로를 거미줄에 비유하였다. 사람들이 자신들을 마녀라 비난하자 보란듯이 마녀 분장을 하기 시작하였다. 이들은 기지의 울타리를 뚫고 들어가 미사일 발사대 위에서 춤을 추는가 하면 군사기지에 대비되는 평화를 상징하기 위해 테디 베어 탈을 쓰고 시위를 하기도 하였다.
여론은 이들이 전통적인 여성의 성역할을 거부하고 일과가 끝난 뒤 집에 가서 아이를 돌보는 대신 농성장으로 향하고 있다며 비난하였지만 시위 참가자들이 자신에게 가장 소중한 것을 군사 기지 울타리에 붙이는 활동을 할 때 많은 참가자가 자신의 아이 사진을 붙인 것에 대해서는 무시하였다. 시위 참가자 가운데 일부는 농성에 남성 시위자의 참여를 받아들이지 않았지만, 대다수의 경우 남성이 함께 시위에 참여하는 것을 환영하였다. 남성들은 시위장에 방문하여 연대활동을 하고 밤이 되면 떠났다.

## 이후
2000년 9월 기지의 울타리가 완전히 제거 되었고 여성 평화 캠프 역시 시작한 지 19년 만에 종료되었다. 시위 장소는 기념 공원으로 조성되었다.

## 같이 보기
- 반핵 운동
- 제주 해군기지 건설 문제

## 참고문헌
- February 1983 Greenham Women's Peace Camp Newsletter (Zine-style newsletter created by members to mobilize new participants, circulate information about events, document their actions and create forums for cultivating ideas, demands, tactics, and analyses)

- Walking to Greenham, how the peacecamp began, by Ann Pettitt. Published by Honno.

- Greenham Women Are Everywhere 보관됨 6 5월 2016 - 웨이백 머신, the official songbook of the Greenham Common Women's Peace Camp
- Seller, Anne (1985). “Greenham: A Concrete Reality”. 《Frontiers: A Journal of Women Studies》 8 (2): 26–31. doi:10.2307/3346050. JSTOR 3346050.
- Records of Greenham Common Women's Peace Camp (Yellow Gate) ref 5GCW[깨진 링크]
- Jayne and Juliet Nelson (Yellow Gate) ref 7JAN[깨진 링크]

- Cook, Alice; Kirk, Gwyn, 편집. (1983). 《Greenham Women Everywhere: Dreams, Ideas, and Actions from the Women's Peace Movement》. Pluto Press.
- Fairhall, David (2006). 《Common Ground: The Story of Greenham》. I.B. Tauris.
- Harford, Barbara; Hopkins, Sarah, 편집. (1984). 《Greenham Common: Women at the Wire》. The Women's Press.
- Kerrow, Kate; Mordan, Rebecca (2021). Out of the Darkness: Greenham Voices 1981-2000. Foreword by Frankie Armstrong. The History Press.
- Laware, Margaret L. (2004). “Circling the Missiles and Staining Them Red: Feminist Rhetorical Invention and Strategies of Resistance at the Women's Peace Camp at Greenham Common”. 《NWSA Journal》 16 (3): 18–41. JSTOR 4317078.
- Liddington, Jill (1989). 《The Long Road to Greenham: Feminism and Anti-Militarism in Britain Since 1820》. Virago Press.
- Lowry, Maggie (1983). 〈A Voice from the Peace Camps: Greenham Common and Upper Heyford〉.   Thompson, Dorothy. 《Over Our Dead Bodies: Women Against the Bomb》. Virago Press. 73–77쪽.
- Pettitt, Ann (2006). Walking to Greenham: How the peace camp began and the Cold War ended. Published by Honno.
- Roseneil, Sasha (1995). 《Disarming Patriarchy: Feminism and Political Action at Greenham》. Open University Press.
- Seller, Anne (1985). “Greenham: A Concrete Reality”. 《Frontiers: A Journal of Women Studies》 8 (2): 26–31. doi:10.2307/3346050. JSTOR 3346050.